# I Want to Be Loved
I Want to Be Loved is een nummer van de Amerikaanse rockband Bon Jovi uit 2006. Het is de vierde en laatste single van hun negende studioalbum Have a Nice Day.
Het nummer was minder succesvol dan de vorige singles van het album "Have a Nice Day"; het wist nergens de hitlijsten te bereiken.